# Ibn Bassal
Abu Abdullah Muhammad Ibn Ibrahim Ibn Bassal Al-Tulaytuli, aussi connue sous le nom d'Ibn Bassal (en arabe : ابن بصال), était un botaniste, agronome et écrivain Arabe d'Al-Andalus du XIe siècle, qui écrivit de nombreux traitées d'horticulture et d'arboriculture. Il est notamment connu pour son œuvre majeure d'agronomie, le Dīwān Al-filāha (littéralement: L'anthologie de l'élevage).

## Biographie
Abu Abdullah Muhammad Ibn Ibrahim Ibn Bassal est né vers le milieu du XIe siècle à Tolède. Il existe peu de sources biographiques concernant Ibn Bassal. Il a notamment travaillé à la cour de l'émir et poète Abbadides Al-Mutamid, pour qui il a créé le jardin botanique du sultan ("Hā'īṭ al-Sulṭān") à Séville.
Il s'est rendu en pèlerinage à La Mecque, dans la province du Hedjaz, il a notamment profiter de ce voyage pour voyager en Égypte, en Sicile, en Palestine, en Syrie. Par la suite, il voyage notamment en Abyssinie, au Yémen,en Irak, en Perse, en Inde et Khorosan avant de revenir s'installer à Al-Andalus,. Il est revenu avec une connaissance de la culture du coton, et il pourrait bien avoir amené avec lui des graines et des plantes pour le jardin botanique de Tolède où il a sans doute succéder à Ibn Wafid en tant que directeur,.
Il est surtout connu pour son  Dīwān al-filāha, un ouvrage d’agronomie qui a longtemps influencé l'agriculture arabe. Il a également de nombreux autres livres dont le traité "La classification des sols" qui classifiait et explicité la fertilité des différents types de sols. Il meurt au début du XIIe siècle à Séville.

## Le Dīwān al-filāha

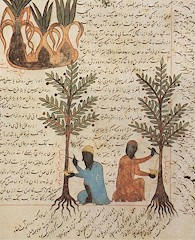
Arboriculture dans un manuscrit arabe médiéval.

L’œuvre majeure d'Ibn Bassal est son traité sur l'agronomie intitulé Dīwān al-filāḥa (littéralement Une anthologie de l'élevage), était à l'origine un manuscrit qui avait été réalisée pour les besoins du jardin botanique d'Al-Ma'mūn à Tolède.
Le Dīwān al-filāha d'Ibn Bassal ne fait aucune référence à d'autres agronomes antérieures et semble être un réalisée à partir de sa propre expérience. Dans le livre, il décrit plus de 180 plantes cultivées (dont les pois chiches, les haricots, le riz…), bien qu'il soit possible que ses écrits originaux soient encore plus importants car plusieurs entrées présentes dans la préface de son livre sont absentes de son manuscrit. Il a par la suite écrit une version abrégée de son livre, le Kitāb al-qaṣd wa'l-bayān. Son livre est classé de façons didacticiel sur un modèle qui sera repris par les agronomes ultérieurs dans leur ouvrage.

### Postérité
Les œuvres d'Ibn Bassal ont profondément influencé l'agriculture pendant plusieurs siècles dans l'agriculture arabe, et sont rapidement traduits de l'arabe aux castillan au XIIIe siècle. Le botaniste anonyme de Séville (probablement son élève Abū ’l-Khayr), le désigne sous le terme de « maître éminent, érudit en agriculture théorique et expérimentale et agronome expert qui dominait le sujet ».
Les travaux d'Ibn Bassal seront repris et étudiés par Abu Jafar Ahmad Ibn Luyūn al-Tujjbi, auteur du livre Kitāb Ibdā' al-malāha wa-inhā' al-rajāha fī usūl sinā'at al-filāha, qui se base sur les travaux d'Ibn Bassal entre autres.